# Perilampus tassoni
Perilampus tassoni är en stekelart som beskrevs av Girault 1922. Perilampus tassoni ingår i släktet Perilampus och familjen gropglanssteklar. Inga underarter finns listade i Catalogue of Life.